# Кубок Норвегии по футболу 2016
Кубок Норвегии по футболу 2016 (норв. NM i fotball for menn 2016) — 111-й розыгрыш Кубка Норвегии по футболу.

## Календарь
| Раунд                         | Дата                | Матчей | Клубов    |
| ----------------------------- | ------------------- | ------ | --------- |
| Первый квалификационный раунд | 3-16 марта 2015     | 96     | 272 → 176 |
| Второй квалификационный раунд | 30 марта 2016       | 48     | 176 → 128 |
| Первый раунд                  | 13 апреля 2016      | 64     | 128 → 64  |
| Второй раунд                  | 27 апреля 2016      | 32     | 64 → 32   |
| Третий раунд                  | 4 мая 2016          | 16     | 32 → 16   |
| Четвёртый раунд               | 25 мая 2016         | 8      | 16 → 8    |
| 1/4 финала                    | 21-22 сентября 2016 | 4      | 8 → 4     |
| Полуфиналы                    | 26–27 октября 2016  | 2      | 4 → 2     |
| Финал                         | 20 ноября 2016      | 1      | 2 → 1     |

Источник: